# クアラルンプール＝シンガポール高速鉄道計画
クアラルンプール＝シンガポール高速鉄道計画は、2010年9月にマレーシアのナジブ・ラザク首相により発表された計画で、マレーシアのクアラルンプールとシンガポールを結ぶ予定の鉄道建設計画
。
2013年2月19日、ナジブ首相とシンガポールのリー・シェンロン首相が会談を行い、高速鉄道を2020年までに建設することで合意した。当初、建設は2015年に着工する予定だった。が、陸上公共交通委員会（SPAD）は2017年に着工、2026年に開業予定と発表した。
2021年1月1日、シンガポール側は高速鉄道計画の中止を発表した。

## 歴史
クアラルンプールとシンガポールを結ぶ高速鉄道は1990年代に提案されたが、建設費が高いことから棚上げされた。2006年、 KLIAエクスプレスの運営者であるYTLコーポレーションは高速鉄道計画の復活を提案した。時速250キロメートルで走る高速鉄道での2都市間の所要時間は99分とされ、道路の場合の4～5時間、在来鉄道の場合の7時間、また空路の場合の3時間（空港までの移動時間や待ち時間等を含む）と比較して短縮効果があるとされた。
2008年、マレーシア政府は建設費が80億リンギットになることを根拠に計画の凍結を発表した。
2010年、経済変革プログラムの中で取り上げられた131の計画のうち、高速鉄道計画は経済活動の拡大に相乗効果のある影響の大きな計画として注目された。2010年12月から2011年1月にかけて、フィジビリティスタディが行われた。
2011年6月、中国の胡錦濤国家主席のマレーシア訪問に伴い、中国式の高速鉄道を受け入れるものと見られていた。
2013年2月19日、マレーシア・シンガポール両国の首相が会談を行い、高速鉄道計画の遂行について合意した。
マレーシア・シンガポール両政府は、2014年末までに高速鉄道計画を最終決定し、2020年の開業を目指すと発表した。
シンガポールにおける建設については陸上交通庁の2014年度予算で承認される必要がある。建設予定地については、トゥアス工業団地、ジュロン・イースト、ダウンタウン・コアが提案された。
2015年2月6日、マレーシア・シンガポール合同閣僚級会議（JMCIM）が開かれ、シンガポールが高速鉄道の終点駅をジュロン・イーストに決定したと発表された。ただし、終点駅はMRTのジュロン・イースト駅には接続されない。
日本および韓国は高速鉄道計画への参画に興味を示している。
同様に、ルイ・タックユー運輸大臣はフランスのメディアに対し、フランス企業が高速鉄道計画への参画に熱心であると伝えた。
2015年10月7日、陸上交通庁と陸上公共交通委員会は合同で高速鉄道に関する市場調査の開始を発表した。
2016年7月14日、マレーシアとシンガポールは覚書に調印するとメディアが報道した。同月19日、シンガポールのカウ・ブンワン運輸大臣およびマレーシアのアブドゥル・ラフマン・ダーラン首相府大臣が調印した。
2018年6月、マハティール首相（当時）がプロジェクトの延期をコメント。理由は「高コストのため」。
2021年1月1日、シンガポール側は高速鉄道計画の中止を発表した。

## 計画詳細
高速鉄道は延長375キロ、所要時間は90分。建設費は430億リンギット。少なくとも時速270キロメートルを実現するため、高速鉄道専用の線路を新規に建設する。MyHSR Corp が高速鉄道事業体となりマレーシア側の建設を担当し、陸上交通庁がシンガポール側の建設を担当する。

### 日程
- 2016年7月：覚書に調印
- 2016年8月：工学調査入札
- 2016年度末：二国間協定
- 2017年後半：土木工事入札
- 2018年-2025年：建設
- 2023年後半：国際、国内事業者の入札
- 2024年-2026年：試験及び試運転
- 2026年：開業

### 駅
2014年10月22日、マレーシアのサイド・ハミド陸上公共交通委員会議長は、マレーシア国内の駅を発表した。
2015年5月5日、シンガポール政府はジュロン・イーストを終点駅にすることを発表した。建設予定地があるジュロン・カントリークラブは2016年11月までに土地を引き渡す予定。
| 駅名                   | 速達 停車駅 | シャトル 停車駅 | 国内 停車駅 | 注記 |
| バンダル・マレーシア駅 | ●           |                 | ●           | 税関・出入国管理・検疫（CIQ）が設けられる予定。国際便を利用する乗客は乗車前にCIQを利用する必要がある。 MRTと接続。                                                 |
| プトラジャヤ駅         |             |                 | ●           | MRTおよびKLIAエクスプレスと接続。 |
| スレンバン駅           |             |                 | ●           | KTMコミューターおよびKTM ETSと接続。 |
| アイルケロー駅         |             |                 | ●           | |
| ムアール駅             |             |                 | ●           | |
| バトゥ・パハッ駅       |             |                 | ●           | |
| イスカンダル・プテリ駅 |             | ●               | ●           | 税関・出入国管理・検疫（CIQ）が設けられる予定。国際便を利用する乗客は乗車前にCIQを利用する必要がある。                                                             |
| ジュロン・イースト駅   | ●           | ●               |             | 税関・出入国管理・検疫（CIQ）が設けられる予定。国際便を利用する乗客は乗車前にCIQを利用する必要がある。 MRT南北線、MRT東西線およびMRTジュロン・リージョン線と接続。 |